# 아트 록
아트 록(Art rock)은 주로 1960년대 후반에 성행한 록 장르이다.

## 같이 보기
- 사이키델릭 록